# 낯선아이
낯선아이(본명: 우지윤, 1996년 1월 6일~)는 대한민국의 가수이며, 대한민국의 밴드 볼빨간사춘기의 전 멤버이다.
2020년 4월 2일 우지윤은 미래 진로를 찾기 위해 볼빨간사춘기를 탈퇴하게 되었다. 소속사는 원래 쇼파르 뮤직이었으나, 4월 8일 계약 해지로 현재 소속사는 더블엑스엔터테인먼트이다.

## 학력
- 영주여자고등학교 (2014년 졸업)
- 경북전문대학교 보건행정과 (전문학사)